# Anne Ancelin Schützenberger
Anne Ancelin Schützenberger (Moszkva, 1919. március 29. – Párizs, 2018. március 23.) francia pszichológus, a pszichológiai tudományok doktora, a Nizzai Sophia Antipolis Egyetem tiszteletbeli professzora, ahol több mint 20 évig vezette a klinikai és szociálpszichológia laboratóriumát, tíznél több pszichoterápiai könyv szerzője. Párizsban élt.

## Életrajza
Matematikát, filozófiát és jogtudományt tanult a Párizsi egyetemen, de a második világháború kitörése miatt kénytelen volt félbeszakítani a tanulmányait, majd rögtön a háború vége után folytatta. A háborús években a náci megszállás elleni mozgalomban részt vevő Anne pszichológiát  kezdett tanulni. 1948-ban férjhez ment Marcel-Paul Schützenbergerhez, 1949-ben elváltak, 1950-ben született meg leányuk, Hélène. Ugyanebben az évben Fulbright-ösztöndíjat kapott, és Amerikába utazott, hogy Kurt Lewinnél tanulmányozza a kölcsönhatás és a csoportdinamika folyamatait. Ugyanakkor ismerkedett meg Jacob L. Morenóval. A szociometria alapítójára, Morenóra olyan nagy hatással volt személyisége és munkássága, hogy fogadott lányának nevezte, és Moreno életének végéig közeli kapcsolatban voltak. Anne egész életében aktívan foglalkozott a pszichodrámával. Jacob Levy Moreno és Françoise Dolto tanítványa volt, szorosan együttműködött Gregory Batesonnal és Carl Rogers-szel. Munkásságát a csoport-pszichoterápia és a pszichodráma területén az egész világon elismerik: ő volt a Pszichodráma Első Nemzetközi Kongresszusának szervezője Párizsban, 1964-ben, és ő a Csoport-pszichoterápia Nemzetközi Szövetségének az egyik alapítója.
1970-ben a daganatos betegek gyógyításában és a családtagokkal való munkában kiegészítő intézkedéseket vezetett be. 1985-ben végstádiumban lévő daganatos betegekkel kezdett dolgozni (az akkori páciensek közül néhányan még ma is élnek).
Munkássága a pszichogenealógia, a nem-verbális kommunikáció és a családi kapcsolatok tanulmányozására irányul. Kutatásaiban kidolgozza a genoszociogram technikáját: a genealógiai fát, amely nemcsak a meglévő családi kapcsolatokat veszi figyelembe, hanem a családon belüli egyéni és szociális fejlődés egyes eseményeinek ismétlődését, beleértve a pszichikai és fizikai traumák „átörökítését” nemzedékről nemzedékre. Kutatásai tovább mélyítették annak felismerését, hogy milyen fontos megérteni az elődök életét és a generációk közötti tudatalatti és akaratlan kapcsolatok szerepét. 1998-ban jelent meg a „Aïe, mes aïeux!” c. könyve, amely tizenötnél több kiadást ért meg csak francia nyelven. Számos nyelvre lefordították, a magyar nyelvű kiadás „Ős-szindróma” címmel jelent meg 2016-ban.

## Magyarul
- Ős-szindróma. Transzgenerációs pszichoterápia és a családfa rejtett kötelékei; ford. Hegedűs Beatrix; Medicina, Bp., 2016

## Fordítás
- Ez a szócikk részben vagy egészben  a(z)   Шутценбергер,_Анн_Анселин című orosz Wikipédia-szócikk ezen változatának fordításán alapul.  Az eredeti cikk szerkesztőit annak laptörténete sorolja fel. Ez a jelzés csupán a megfogalmazás eredetét és a szerzői jogokat jelzi, nem szolgál a cikkben szereplő információk forrásmegjelöléseként.